# Eddie Foy III
Eddie Foy III, född 10 februari 1935 i New York, död 3 november 2018 i Denison i Iowa, var en amerikansk skådespelare och rollbesättare. Han var son till Eddie Foy Jr.